# Point Lay (Alaska)
Point Lay es un lugar designado por el censo ubicado en el borough de North Slope en el estado estadounidense de Alaska. En el Censo de 2010 tenía una población de 189 habitantes y una densidad poblacional de 2,26 personas por km².

## Geografía
Point Lay se encuentra en las coordenadas 69°44′31″N 162°45′30″O / 69.74194, -162.75833. Según la Oficina del Censo de los Estados Unidos, Point Lay tiene una superficie total de 83.63 km², de la cual 73.85 km² corresponden a tierra firme y (11.7%) 9.78 km² es agua.

## Demografía
Según el censo de 2010, había 189 personas residiendo en Point Lay. La densidad de población era de 2,26 hab./km². De los 189 habitantes, Point Lay estaba compuesto por el 10.58% blancos, el 0% eran afroamericanos, el 88.36% eran amerindios, el 0% eran asiáticos, el 0.53% eran isleños del Pacífico, el 0% eran de otras razas y el 0.53% pertenecían a dos o más razas. Del total de la población el 0.53% eran hispanos o latinos de cualquier raza.